# قیاس‌لی (آق‌دام)
قیاس‌لی (ترکی آذربایجانی: Qiyaslı) یک منطقهٔ مسکونی در جمهوری آرتساخ است که در استان آسکران واقع شده‌است.